# Gerber (Familienname)
Gerber ist ein deutscher Familienname.

## Herkunft und Bedeutung
Der Name leitet sich vom Beruf des Gerbers ab.

## Häufigkeit
In der Schweiz ist Gerber mit 14'951 Vertretern der 12. häufigste Familienname in der Schweiz (Stand: 2022); davon alleine 7218 im Kanton Bern, wo Gerber der häufigste Name des Kantons ist.

## Namensträger

### A
- Adele Gerber (1863–1937), österreichische Redakteurin und Frauenrechtlerin
- Adrian Gerber (* 1983), Schweizer Eishockeyspieler
- Alain Gerber (* 1943), französischer Autor und Jazzkritiker
- Albert Gerber (1907–1990), Schweizer Zahnarzt und Hochschullehrer
- Albrecht Gerber (* 1967), deutscher Politiker (SPD)
- Alena Gerber (Alena Fritz; * 1989), deutsches Model und Moderatorin
- Alexander Gerber (Jurist) (1874–1971), deutscher Jurist
- Alexander Gerber (Informationswissenschaftler) (* 1973), deutscher Informationswissenschaftler
- Alfred Gerber-Ten Bosch (1912–1994), Schweizer Kulturförderer
- Alla Jefremowna Gerber (* 1932), russische Journalistin und Politikerin
- Andreas Gerber (Politiker) (1886–1956), österreichischer Bauunternehmer und Politiker
- Andreas Gerber-Grote (* 1964), deutscher Gesundheitsökonom und Hochschullehrer
- Andreas-Friedrich Gerber (auch Friedrich Andreas Gerber; 1797–1872), Schweizer Veterinär, Anatom, Hochschullehrer und Fotograf
- Andres Gerber (* 1973), Schweizer Fußballspieler
- Andrew Gerber (1943–2002), US-amerikanischer Maler
- Anke Gerber (Clownin) (* 1952), deutsche Pantomimin und Clownin
- Anke Gerber (Wirtschaftswissenschaftlerin) (* 1970), deutsche Wirtschaftswissenschaftlerin
- Arnold Gerber (1827–1888), deutscher Klassischer Philologe
- August Gerber (um 1847–1906), deutscher Architekt, Bildhauer und Reproduktionsunternehmer
- August Samuel Gerber (1766–1821), deutscher Autor

### B
- Beat Gerber (* 1982), Schweizer Eishockeyspieler
- Bernd Gerber (Mediziner) (* 1957), deutscher Mediziner
- Bernd Gerber (* 1961), deutscher Fußballspieler
- Bernhard Gerber (* 1958), Schweizer Objektkünstler
- Berthold Gerber (1937–2018), deutscher Tischtennisfunktionär
- Bill Gerber (* 1957), US-amerikanischer Film- und Fernsehproduzent
- Brigitta Gerber (* 1964), Schweizer Politikerin (Grünes Bündnis/BastA!)
- Bruno Gerber (Eishockeyspieler) (1936–2005), Schweizer Eishockeyspieler
- Bruno Gerber (Bobfahrer) (* 1964), Schweizer Bobfahrer

### C
- Carl von Gerber (1931–2013), schwedischer Kanute
- Carl Gerber (* 1985), deutscher Drehbuchautor
- Carlos Gerber (* 1990), schweizerisch-kapverdischer Snowboarder
- Christian Gerber (Theologe) (1660–1731), deutscher Theologe und Autor
- Christian Gerber (Mediziner) (* 1952), Schweizer Mediziner und Hochschullehrer
- Christian Gerber (Musiker) (* 1976), deutscher Musiker und Komponist
- Christian Gottlob Gerber (1686–1764), deutscher Theologe und Historiker
- Christine Gerber (* 1963), deutsche evangelische Theologin
- Christoph Gerber (* 1942), Schweizer Physiker

### D
- Danie Gerber (* 1958), südafrikanischer Rugby-Union-Spieler
- Daniel Gerber (* 1985), deutscher Politiker (Grüne)
- Dolorita Fuchs-Gerber (* 1968), Schweizer Triathletin

### E
- Eckhard Gerber (* 1938), deutscher Architekt
- Edmund Gerber (* 1988), deutscher Boxer
- Emil Gerber (1909–1982), Schweizer Lyriker und Schauspieler
- Erasmus Gerber († 1525), elsässischer Bauernführer
- Ernst Gerber (Politiker) (1904–1976), deutscher Politiker (KPD)
- Ernst Gerber (Saxophonist) (1941–2010), Schweizer Jazzmusiker
- Ernst Ludwig Gerber (1746–1819), deutscher Komponist und Autor
- Ernst P. Gerber (1926–2017), Schweizer Journalist und Schriftsteller
- Erwin Gerber (1925–2000), Schweizer Unternehmer und Verbandsfunktionär
- Eugene John Gerber (1931–2018), US-amerikanischer Geistlicher, Bischof von Wichita

### F
- Fabian Gerber (* 1979), deutscher Fußballspieler
- Florian Gerber (* 1989), Schweizer Rechtsextremist
- Franz Gerber (Politiker) (1902–1985), deutscher Politiker (SPD), MdBB
- Franz Gerber (Fußballspieler) (* 1953), deutscher Fußballspieler und -trainer
- Friedrich Gerber (Politiker), deutscher Politiker, MdL Bayern
- Friedrich Gerber (Geistlicher) (auch Fritz Gerber; 1828–1905), Schweizer Pfarrer und Pädagoge
- Friedrich Andreas Gerber (1797–1872), Schweizer Veterinär, Anatom, Hochschullehrer und Fotograf, siehe Andreas-Friedrich Gerber
- Friedrich Wilhelm Gerber (1932–2014), deutscher Pastor und Astronom
- Fritz Gerber (Ingenieur) (1857–1912), Schweizer Ingenieur
- Fritz Gerber (Manager) (1929–2020), Schweizer Manager

### G
- Gail Gerber (1937–2014), kanadische Schauspielerin
- Gaylen Gerber (* 1955), US-amerikanischer Maler und Installationskünstler
- Georg Gerber (Stenograf) (1823–1872), deutscher Verwaltungsbeamter und Stenografielehrer
- Georg Gerber (Literaturwissenschaftler) (* 1977), Schweizer Literaturwissenschaftler
- Gerd Gerber (1944–2018), deutscher Rechtswissenschaftler und Politiker
- Gioia Gerber (* 1992), Schweizer Sängerin
- Gretel Haas-Gerber (1903–1998), deutsche Malerin
- Guido Gerber (Politiker) (1869–1956), deutscher Politiker (NLP)
- Guido Gerber (Billardspieler) (* 1967), deutscher Billardspieler
- Gustav Gerber (Pädagoge) (1820–1901), deutscher Pädagoge und Philosoph
- Gustav Gerber (Physiker) (1942–2018), deutscher Physiker
- Guy Gerber (* 1975), israelischer DJ und Musikproduzent

### H
- Hans Gerber (Rechtswissenschaftler) (1889–1981), deutscher Rechtswissenschaftler
- Hans Gerber (Architekt) (1903–1968), deutscher Architekt
- Hans Gerber (Maschinenbauingenieur) (1904–1982), Schweizer Maschinenbauingenieur
- Hans Gerber (Bildhauer) (1910–1978), Schweizer Bildhauer, Collagist und Zeichner
- Hans Gerber (Fotograf) (1917–2009), Schweizer Fotograf
- Hans-Jürg Gerber (1929–2018), Schweizer Nuklearphysiker
- Harry Gerber (1888–1959), deutscher Archivar und Historiker
- Heidi Diethelm Gerber (* 1969), Schweizer Sportschützin
- Heiko Gerber (* 1972), deutscher Fußballspieler
- Heinrich Gerber (Architekt) (1831–1920), deutscher Architekt und kommunaler Baubeamter, Stadtbaurat in Göttingen
- Heinrich Gerber (Bauingenieur) (1832–1912), deutscher Bauingenieur und Erfinder des Gerberträgers
- Heinrich Gerber (Künstler) (* 1920), deutscher Maler, Grafiker, Glasmaler, Holzschneider und Collagekünstler
- Heinrich Nikolaus Gerber (1702–1775), deutscher Komponist und Organist
- Heinz Gerber (Fußballspieler) (* 1921), deutscher Fußballspieler
- Heinz Gerber (Politiker), deutscher Politiker
- Heinz Gerber (Künstler) (* 1933), Schweizer Künstler
- Heinz Gerber (Tiermediziner) (1934–1999), Schweizer Tiermediziner und Hochschullehrer
- Helmut Gerber (1920–1981), deutscher Anglist, Herausgeber und Hochschullehrer
- Henry Gerber (1892–1972), US-amerikanischer Menschenrechtsaktivist
- Herbert Gerber (* 1914), deutscher Radsportler
- Hermann Gerber (1910–2009), deutscher Pfarrer und Filmbeauftragter

### I
- Isabelle Gerber (* 1968), französische Pfarrerin, Präsidentin der Protestantischen Kirche Augsburgischen Bekenntnisses von Elsass und Lothringen

### J
- Jack Gerber (* 1945), südafrikanischer Unternehmer und Autorennfahrer
- Jacques Gerber (* 1973), Schweizer Politiker, Minister Kanton Jura
- Jan Gerber (* 1976), deutscher Historiker und Politikwissenschaftler
- Janine Gerber (* 1974), deutsche Malerin
- Jean-Daniel Gerber (* 1946), Schweizer Ökonom und Beamter
- Jennifer Ann Gerber (* 1981), Schweizer Model und Moderatorin
- Jeremi Gerber (* 2000), Schweizer Eishockeyspieler
- Jerry Gerber (* 1951), US-amerikanischer Komponist, Arrangeur und Musikproduzent
- Johann Christian Gerber (1785–1850), deutscher Schauspieler, Theaterleiter und Opernsänger (Bariton)
- Johannes Gerber (1919–2004), deutscher General
- Josef Gerber (* 1949), deutscher Spediteur und Sachverständiger (Papiergeld)
- Josef Anton Gerber (1749–1821), Schweizer Politiker
- Julia Gerber Rüegg (* 1957), Schweizer Politikerin (SP)

### K
- Kaia Gerber (* 2001), US-amerikanisches Model und Schauspielerin
- Karin Gerber (* 1971), Schweizer Triathletin
- Karl von Gerber (Karl Friedrich Wilhelm von Gerber; 1823–1891), deutscher Jurist und Politiker
- Karl Gerber (Maler) (1912–1974), Schweizer Maler
- Karl Ludwig Gerber (1829–1902), königlich preußischer Generalmajor
- Katja Gerber (* 1975), deutsche Judoka
- Klaus Gerber (* 1943), deutscher Opernsänger (Tenor)
- Kurt Gerber (1913–1984), deutscher Generalmajor

### L
- Leopold Peter Gerber (1774–1851), badischer Oberamtmann
- Lilo Gerber (* 1953), Schweizer Filmeditorin
- Lothar Gerber (* 1937), deutscher Kameramann
- Ludwig Gerber (1910/1911–2002), US-amerikanischer Jurist und Manager
- Lukas Gerber (* 1998), deutscher Musiktheaterregisseur und Produzent

### M
- Maja Gerber-Hess (* 1946), Schweizer Schriftstellerin
- Manfred Gerber (* 1938), deutscher Offizier, Generalleutnant der Bundeswehr
- Marc Oliver Gerber (* 1990), Schweizer Unihockeyspieler
- Magdalena Gerber (* 1966), Keramikerin, Designerin und Kunstlehrerin
- Mario Gerber (* 1981), österreichischer Politiker (ÖVP)
- Markus Gerber (* 1975), Schweizer Sportwissenschaftler
- Martin Gerber (Geologe) (1876–1956), Schweizer Geologe und Lehrer
- Martin Gerber (* 1974), Schweizer Eishockeytorhüter
- Martin Eduard Gerber (* 1951), Geologe
- Max Gerber (1887–1949), Schweizer Geistlicher
- Max Gerber (Maler) (1919–2004), Schweizer Maler
- Mich Gerber (* 1957), Schweizer Komponist und Musiker
- Michael Gerber (Schauspieler) (* 1943), deutscher Schauspieler
- Michael Gerber (Autor) (* 1969), US-amerikanischer Schriftsteller
- Michael Gerber (Bischof) (* 1970), deutscher römisch-katholischer Geistlicher, Bischof von Fulda
- Mickey Gerber (1935–2005), südafrikanischer Rugby-Union-Spieler

### N
- Nadine Gerber (* 1980), Schweizer Journalistin und Schriftstellerin
- Niklaus Gerber (1850–1914), Schweizer Chemiker

### O
- Otti Gerber (1922–2009), deutsche Krankenschwester und Sozialpolitikerin
- Otto Gerber (1884–1961), deutscher Kaufmann und Politiker, Oberbürgermeister von Erfurt

### P
- Paul Gerber (Physiker) (1854–1909), deutscher Physiker
- Paul Gerber (Musiker) (1889–1941), Schweizer Jodler und Sänger
- Paul Gerber (Handballtrainer) (1900–1941), Schweizer Handballtrainer
- Paul Gerber (Uhrmacher) (* 1950), Schweizer Uhrenkonstrukteur
- Paul Henry Gerber (1863–1919), deutscher HNO-Arzt und Hochschullehrer
- Peter Gerber (Politiker) (1923–2012), Schweizer Politiker (SVP)
- Peter Gerber (Leichtathlet) (* 1936), deutscher Ingenieur und Leichtathlet
- Peter Gerber (Boxer) (1944–2020), deutscher Boxer
- Peter Gerber (Manager) (* 1964), deutscher Manager
- Peter Gerber (Eiskunstläufer) (* 1992), polnischer Eiskunstläufer

### R
- Regula Gerber (* 1958), Schweizer Schauspielerin, Regisseurin und Theaterleiterin
- René Gerber (1908–2006), Schweizer Komponist
- Richard Gerber (Anglist) (1924–1986), Schweizer Anglist und Hochschullehrer
- Richard Gerber (Schachspieler) (* 1965), Schweizer Schachspieler
- Robert Gerber (* 1953), Schweizer Politiker (FDP) und Polizeikommandant
- Roland Gerber (Fußballspieler) (1953–2015), deutscher Fußballspieler
- Roland Gerber (Eishockeyspieler, 1959) (* 1959), Schweizer Eishockeytorwart
- Roland Gerber (Eishockeyspieler, 1984) (* 1984), Schweizer Eishockeyspieler
- Roland Gerber (Historiker) (* 1964), Leiter Stadtarchiv Bern
- Rolf Gerber (Bobfahrer) (* 1930), Schweizer Bobfahrer
- Rolf Gerber (Manager) (1957–2011), Schweizer Wirtschaftsmanager
- Rudolf Gerber (Musikwissenschaftler) (1899–1957), deutscher Musikwissenschaftler
- Rudolf Gerber (1901–1969), österreichischer Soziologe, siehe Rudolf Schlesinger (Soziologe)
- Rudolf Gerber (Jurist) (1928–2019), Schweizer Jurist und Bundesanwalt

### S
- Sandra Daniela Gerber (* 1985), Schweizer Snowboarderin
- Siegmar Gerber (1938–2022), deutscher Mathematiker, Informatiker und Hochschullehrer
- Stefan Gerber (Schiedsrichter) (* 1965), deutscher Linien- und Schiedsrichter im Fußball
- Stefan Gerber (Historiker) (* 1975), deutscher Neuzeithistoriker
- Steve Gerber (1947–2008), US-amerikanischer Autor

### T
- Theo Gerber (1928–1997), Schweizer Maler und Bildhauer
- Theodor Gerber (1928–2019), Schweizer Chirurg, Arvenexperte und -pflanzpionier (Projekt ARGE Arven-Lärchenwald)
- Theophil Gerber (1931–2022), deutscher Diplomlandwirt und Autor
- Theus Gerber bzw. Theis Gerber (eigentlich Matthias Angerer, † frühestens 1539), Persönlichkeit des Deutschen Bauernkrieges
- Thomas Gerber (Physiker) (* 1954), deutscher Physiker und Hochschullehrer
- Thomas Gerber (Schauspieler) (* 1967), deutscher Schauspieler
- Thomas Gerber (Politiker) (* 1967), Schweizer Politiker (GPS)
- Thomas Gerber (Koch) (* 1975), deutscher Koch
- Tom Gerber (Maler) (Thomas Gerber; * 1945), Schweizer Maler und Plastiker
- Tom Gerber (Politiker) (* 1976), Schweizer Politiker (EVP)
- Tom Gerber (Regisseur) (Thomas Gerber; * 1977), Schweizer Regisseur und Filmeditor
- Tom Gerber (Eishockeyspieler) (* 1993), Schweizer Eishockeyspieler
- Tony Gerber, deutscher Rechtsextremist
- Traugott Gerber (1710–1743), deutscher Mediziner und Botaniker

### U
- Uwe Gerber (* 1939), deutscher evangelischer Theologe

### W
- Walter Gerber (Industrieller) (1879–1942), Schweizer Industrieller
- Walter Gerber (Künstler) (1900–1996), deutscher Künstler und Journalist
- Walter Gerber (Elektrotechniker) (1902–1986), Schweizer Elektrotechniker
- Walter Gerber (Landrat) (1907–nach 1945), deutscher Verwaltungsjurist
- Walter Gerber (Leichtathlet) (* 1939), deutscher Leichtathlet
- Walter Gerber (Eishockeyspieler) (* 1969), Schweizer Eishockeyspieler
- Wilhelm Gerber (William Gerber; 1937–2013), US-amerikanischer Arzt und Kulturförderer
- William Gerber (1881/1882–1965), deutscher Ingenieur und Lehrer
- Wolfgang Gerber (* 1938), deutscher Jurist und Richter